# ISO 3166-2:AS
Die zur Kennzeichnung geografischer Einheiten dienende Liste der ISO 3166-2-Codes für  Amerikanisch-Samoa enthält ausschließlich den Code für  Amerikanisch-Samoa. Es existieren keine weiteren Unterteilungen.

Dieser Code besteht nur aus einem Teil. Dieser gibt den Code gemäß ISO 3166-1 (für  Amerikanisch-Samoa AS) wieder.
Die aktuellen Codes stehen auf der Seite der ISO unter #iso:code:3166:AS zur Verfügung.